# Ameiropsis mixta
Ameiropsis mixta är en kräftdjursart som beskrevs av Georg Ossian Sars 1907. Ameiropsis mixta ingår i släktet Ameiropsis och familjen Ameiridae. Arten är reproducerande i Sverige. Inga underarter finns listade i Catalogue of Life.